# Bucco
Bucco é um género de ave piciforme da família Bucconidae, que compreende os rapazinhos.
Este género contém as seguintes espécies:
- Rapazinho-de-boné-vermelho, Bucco macrodactylus
- Rapazinho-carijó, Bucco tamatia
- Rapazinho-do-chocó, Bucco noanamae
- Rapazinho-de-colar, Bucco capensis